# Émile Petitot
Pour les articles homonymes, voir Petitot.
Émile Petitot, né Émile-Fortuné-Stanislas-Joseph Petitot, le 3 décembre 1838 à Grancey-le-Château-Neuvelle en Bourgogne et mort le 13 mai 1916 à Mareuil-lès-Meaux, est un missionnaire, ethnologue, géographe, cartographe et linguiste français qui partit au Canada évangéliser les Amérindiens des Territoires du Nord-Ouest, étudier les langues amérindiennes et cartographier leur territoire.

## Biographie
Son père, Jean-Baptiste Petitot, était un horloger et sa mère se dénommait Thérèse-Julie-Fortunée Gagneur. Petitot entra au séminaire du collège du Sacré-Cœur de Grancey.
En 1859, il prit les ordres mineurs de la prêtrise avant de rejoindre les oblats en septembre 1860. Sa formation a eu lieu à Notre-Dame-de-l'Osier, et le 15 mars 1862, il fut ordonné prêtre à Marseille.
En 1862, le père Émile Petitot, missionnaire français chez les oblats de Marie-Immaculée, partit au Canada rejoindre l'évêque Alexandre-Antonin Taché et l'accompagna jusqu'à l'archidiocèse de Saint-Boniface parmi les Franco-Manitobains. Il partit ensuite évangéliser les autochtones de la région septentrionale du Canada et fut le premier à arpenter le territoire du parc national Tuktut Nogait. On attribua son patronyme à la rivière Petitot en son honneur.
Les Amérindiens Inuits le surnommèrent « Mitchi Pitchitork, Tchikraynarm iyoyé », ce qui signifie : 'monsieur Petitot, fils du soleil'.
En 1874, Émile Petitot s'en retourna en France pour superviser l’impression de son œuvre maîtresse, le Dictionnaire de la langue dènè-dindjié.
Le 25 août 1875, il fonde et organise le premier Congrès international des Américanistes qui se tint à Nancy. Il reçut la médaille d'argent de la part de la Société de géographie pour ses cartes de l'Arctique.
En 1876, il retourna au Canada et s'établit près du Grand Lac des Esclaves. Il se maria avec Margarita Vallette, une métisse. Son état de santé (il souffrait d'une hernie abdominale) et avec l'âge ses désordres mentaux, incitèrent les missionnaires oblats à la placer dans un asile près de Montréal en 1882.
En 1883, il retourna en France. Il tenta auprès des autorités religieuses de retourner au Canada, mais le 19 avril 1886, il fut relevé de ses vœux. Le 5 octobre de la même année, il fut nommé curé de Mareuil-lès-Meaux.
Il publia de nombreux ouvrages linguistiques sur les Amérindiens des Territoires du Nord-Ouest et sur la géographie de ces territoires septentrionaux du Canada.
Émile Petitot mourut à Mareuil-lès-Meaux le 13 mai 1916.

## Hommages
Une rivière de 404 km parcourant l'Alberta, la Colombie-Britannique et les Territoires du Nord-Ouest porte son nom.